# Roggeborgen

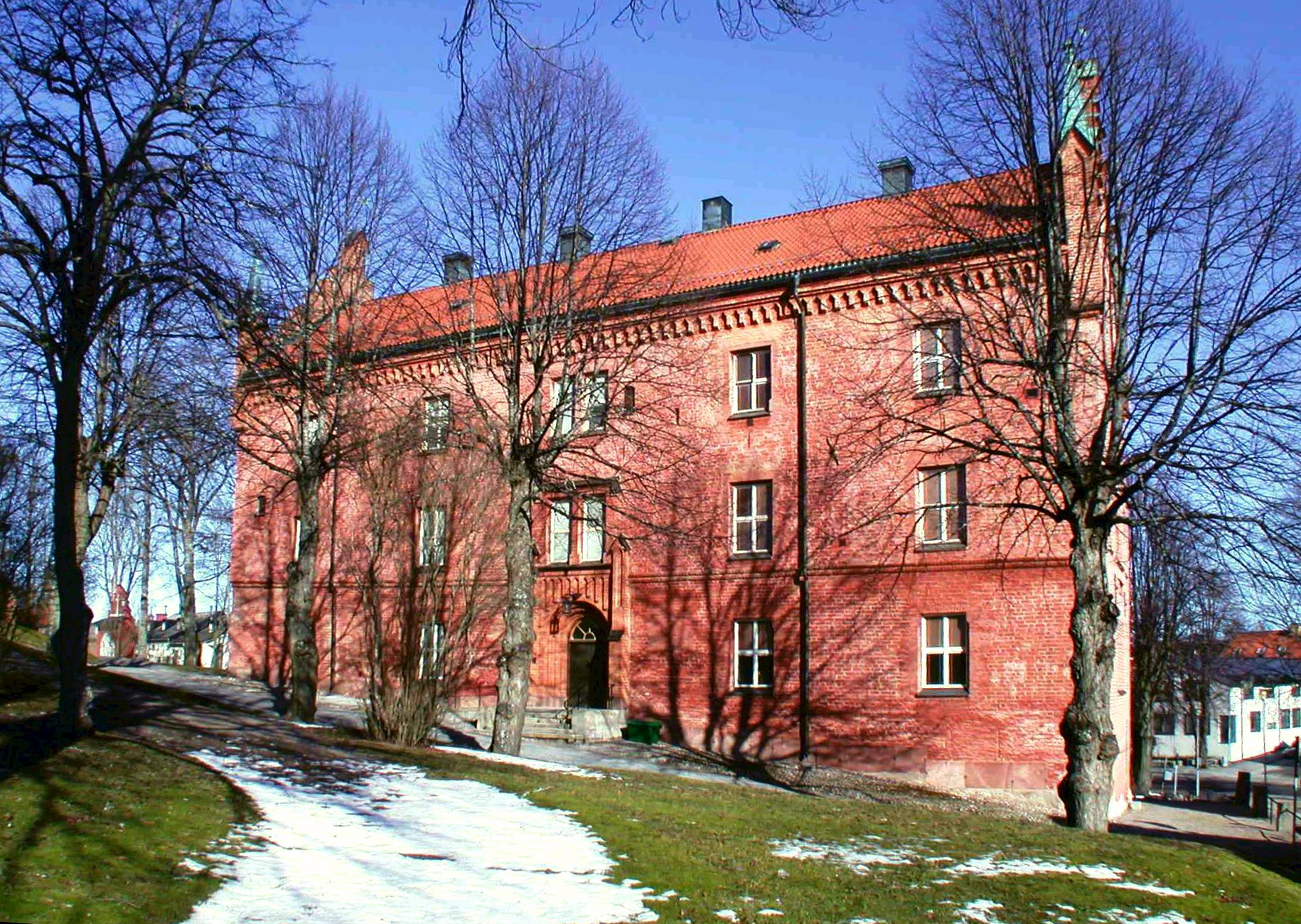
Roggeborgen

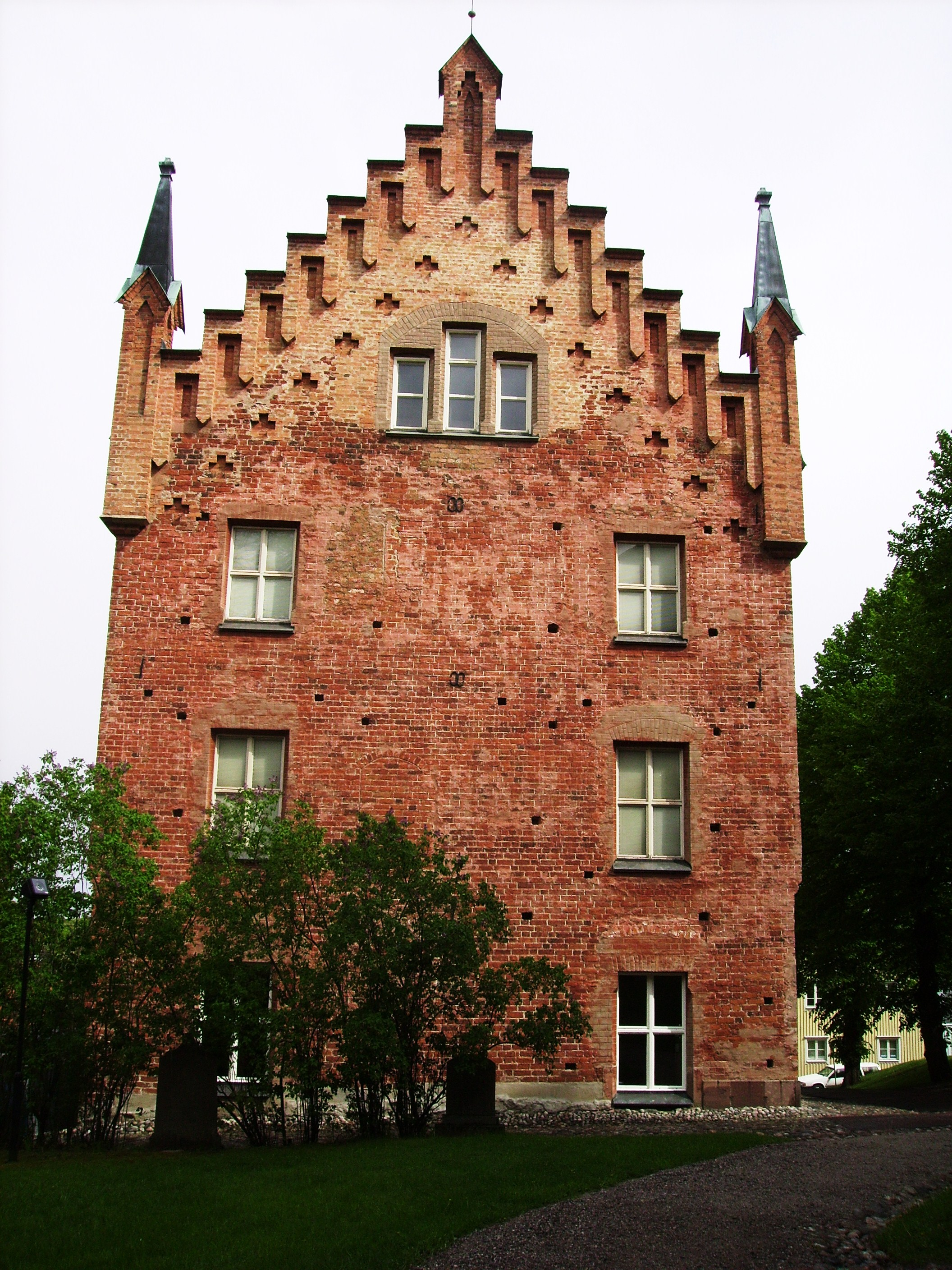
Borgens gavel.

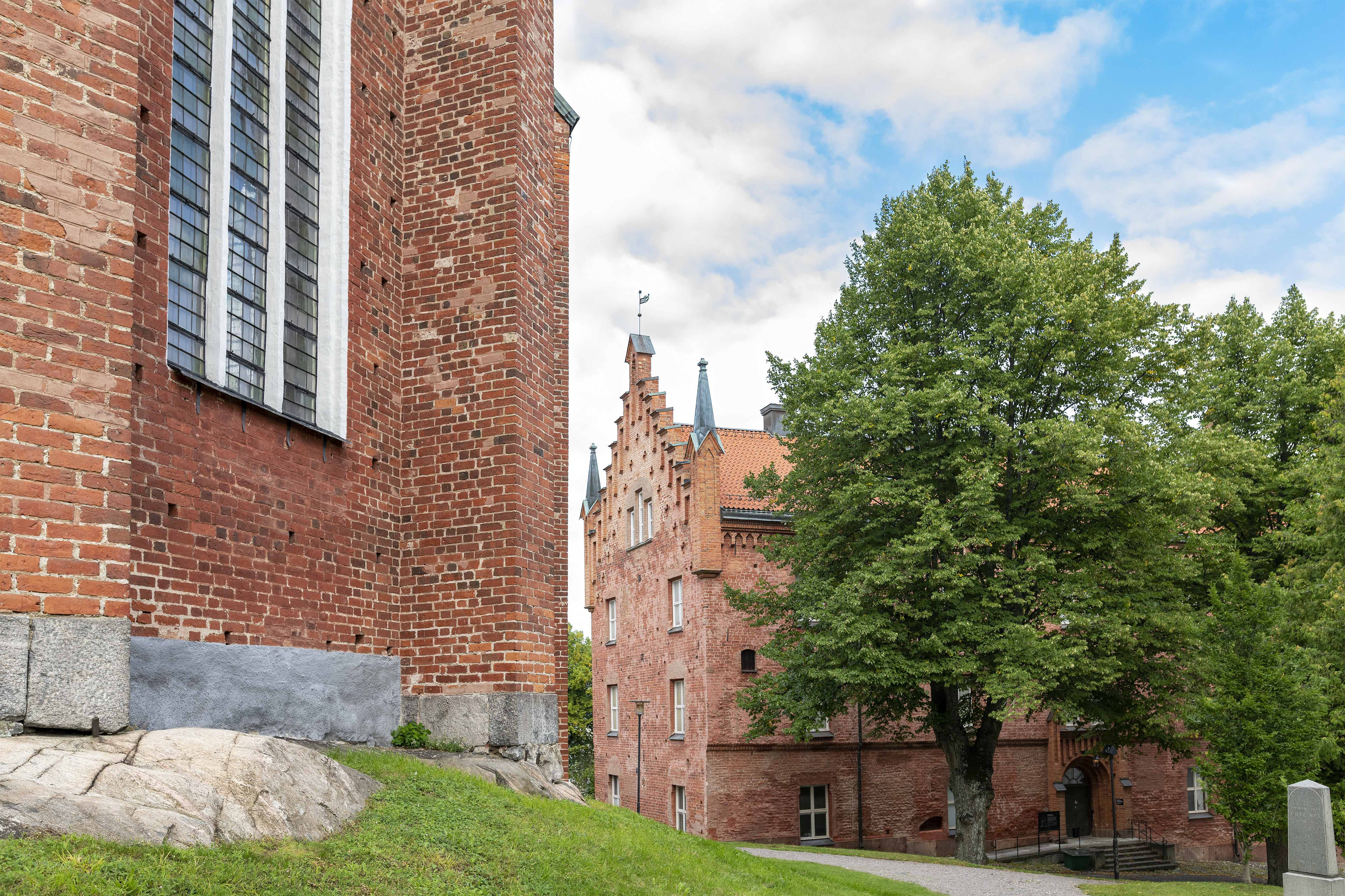
Roggeborgen Strängnäs sydfasad

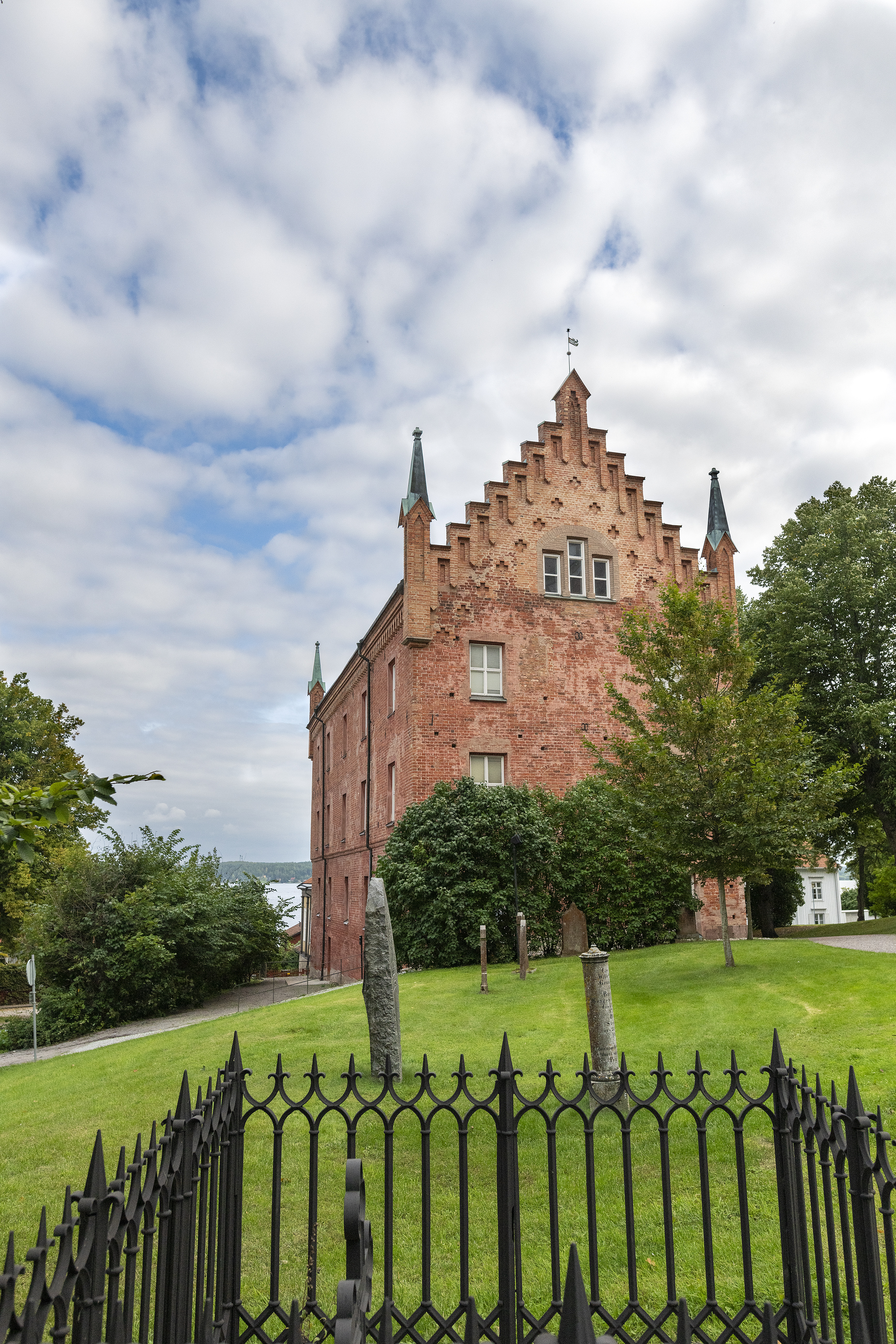
Roggeborgen Strängnäs Västfasad

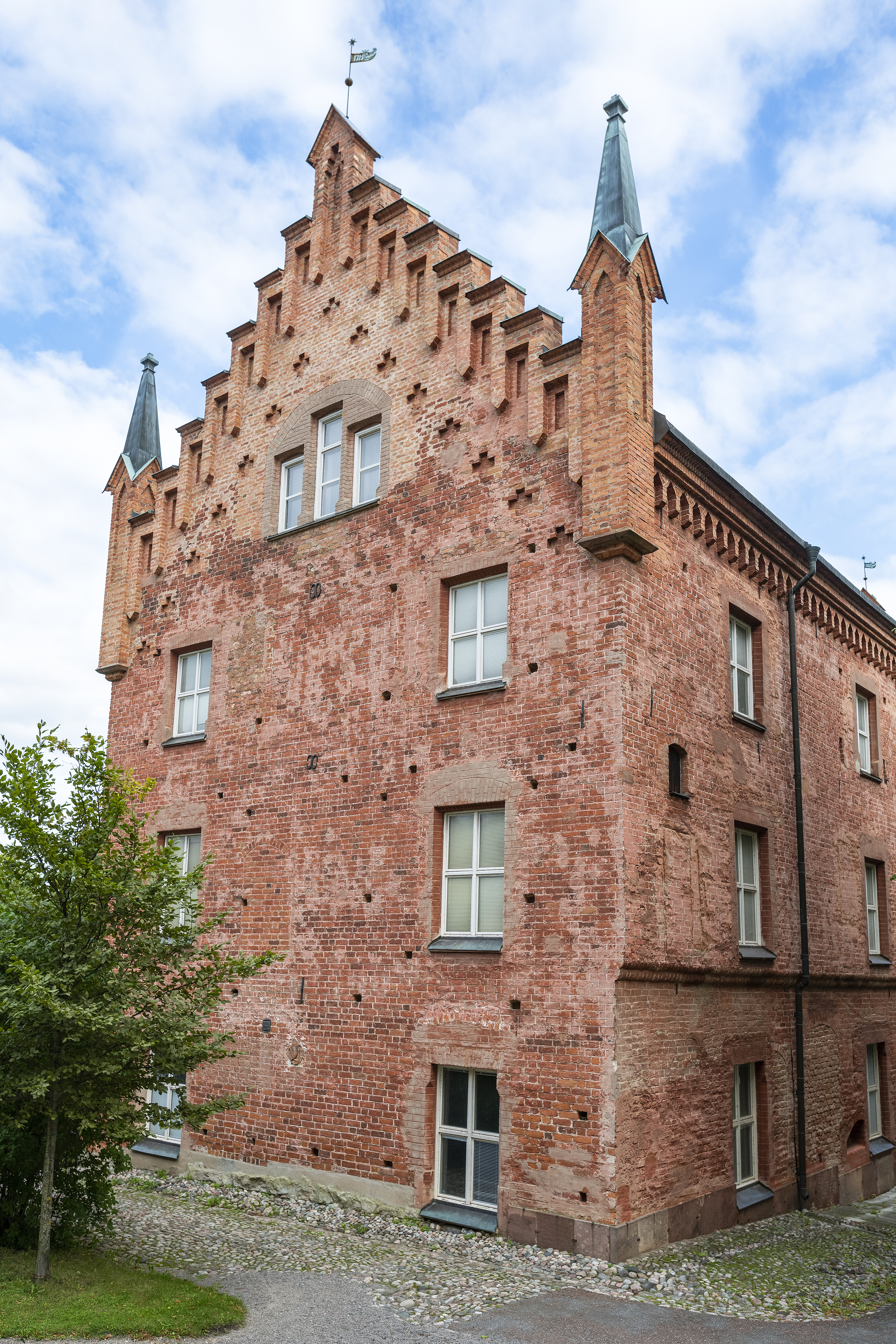
Roggeborgen Strängnäs västoch sydfasad

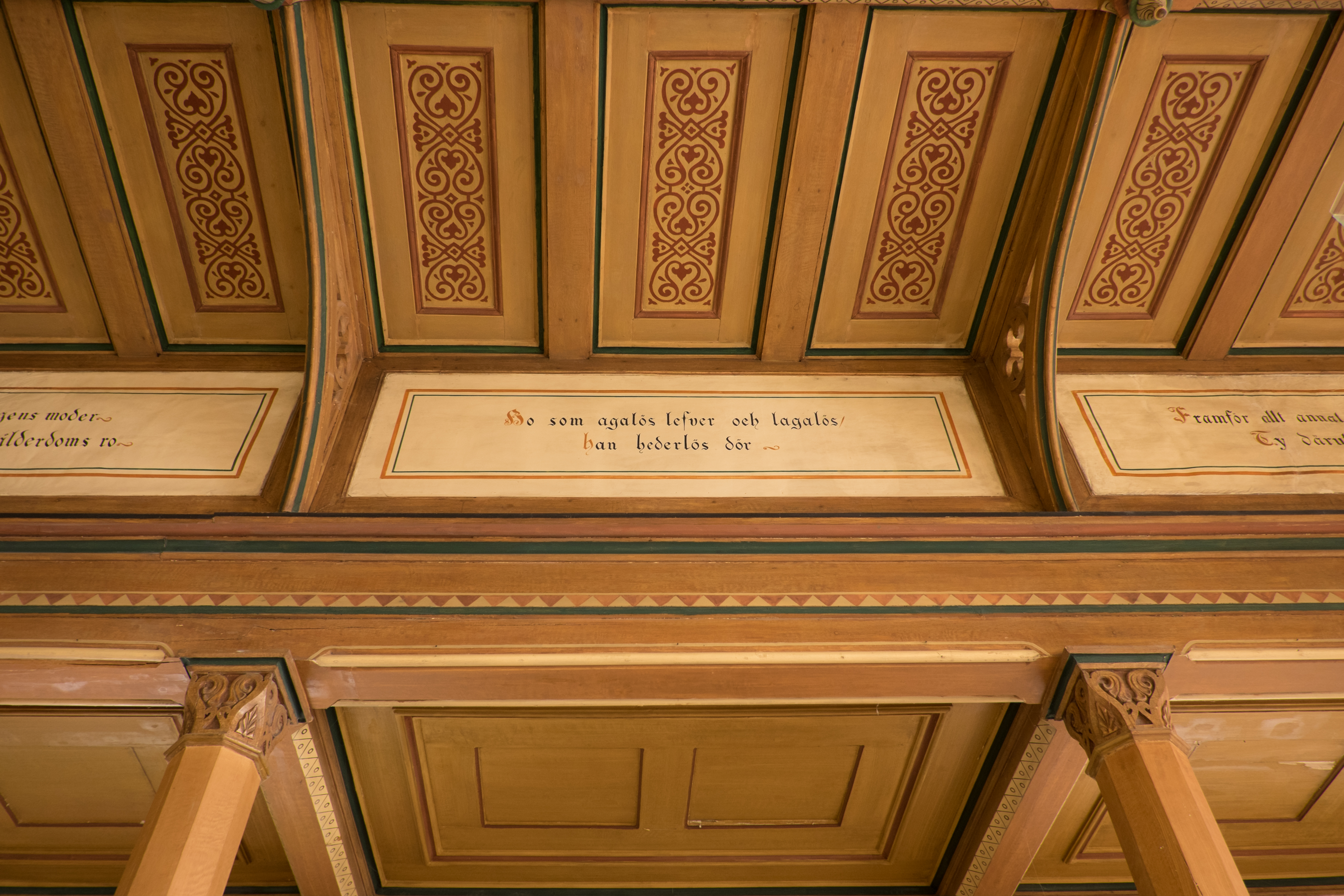
Utsmyckning i taket i Roggeborgens rikssal.

Roggeborgen är ett residens från slutet av 1400-talet i Strängnäs, uppförd av och uppkallad efter biskopen Kort Rogge. Delar av palatset är dock från en ännu äldre byggnad. Mot södra väggen fanns ett trapphus av trä och mellan borgen och Strängnäs domkyrka en täckt gång på stolpar. Biskopen kunde på så sätt – i alla väder – skyddad ta sig till högkoret.
Den 6 juni 1523 hölls här en riksdag där Gustav Vasa valdes till svensk konung. Detta minne ligger till grund för den svenska nationaldagen som firas 6 juni varje år.
I enlighet med riksdagsbeslutet 1527 (Reformationsriksdagen i Västerås) drogs biskoparnas fastigheter in till kronan. Roggeborgen, nu kallad ”konungshuset”, rustades upp under Karl IX:s tid; ett invändigt trapphus i sten och två burspråk kom till. På nedre plan inrättades ett tryckeri.
Den 3 juni 1626 ställdes ett våningsplan till Strängnäs gymnasiums (Regium Gustavianum Gymnasium Strengnense) förfogande. Läroanstalten hade sin verksamhet där ända fram till 1935. Roggeborgens rikssal utnyttjades under den långa gymnasieepoken som aula och skrivsal. Den användes så sent som på 1960-talet av gymnasiet och realskolan för viss undervisning samt för skriftliga prov.
När byggnaden renoverades 1715 försvann det mesta av det medeltida utseendet: gluggarna blev fönster, och frontespisen liksom burspråken togs bort. Vidare avlägsnades det gamla avträdet, som stack ut i muren. Den täckta gången hade redan tidigare försvunnit. 1716 byttes torvtaket ut mot spåntak (år 1801 tegeltak).
1864–1865 genomfördes en omvälvande och okänslig ombyggnad, under arkitekt Pehr Johan Ekmans ledning, för att anpassa hela huset för gymnasiet. Då revs källarvalven från medeltiden, den stora stentrappan försvann och ersattes av en järntrappa, bjälklag flyttades, våningsdelningen blev annorlunda, fönstren ändrade läge och utseende.
Inför införlivandet med Kungliga biblioteket genomgick byggnaden en omfattande renovering 1967. Då upptäcktes rester av Strängnäsbiskopen Magnus Sommars arkiv från slutet av 1520-talet. Ett av breven var från Sveriges sista katolska ärkebiskop, historikern Johannes Magnus.

## Roggebiblioteket
1968 förlade Kungliga biblioteket det så kallade Roggebiblioteket (Stifts- och läroverksbibliotekets samlingar) i byggnaden. Kollektionen består förutom flera handskrifter ungefär 70 000 tryckta volymer. Roggebiblioteket ska inte förväxlas med ett annat historiskt bibliotek i Strängnäs, det särskilda domkyrkobiblioteket, grundlagt på 1300-talet.